# Movljane
Mohlan en albanais et Movljane en serbe latin (en serbe cyrillique : Мовљане) est une localité du Kosovo située dans la commune/municipalité de Theranda/Suva Reka et dans le district de Prizren/Prizren. Selon le recensement de 2011, elle compte 436 habitants, tous albanais.

## Démographie

### Évolution historique de la population
| 1948 | 1953 | 1961 | 1971 | 1981 | 1991 | 2011 |
| ---- | ---- | ---- | ---- | ---- | ---- | ---- |
| 320  | 326  | 311  | 408  | 451  | 487  | 436  |

|  |